# Otiothraea
Otiothraea is een geslacht van kevers uit de familie bladkevers (Chrysomelidae).
De wetenschappelijke naam van het geslacht werd in 1989 gepubliceerd door Warchalowski.

## Soorten
- Otiothraea avilai Vela & Bastazo, 1993
- Otiothraea filabrensis Cobos, 1957
- Otiothraea ghardaiensis Warchalowski, 1989